# منتخب تشيلي لكرة الطائرة للرجال
منتخب تشيلي الوطني لكرة الطائرة للرجال (بالإسبانية: Selección de voleibol de Chile)‏ هو ممثل تشيلي الرسمي في المنافسات الدولية في الكرة الطائرة في فئة الكرة الطائرة للرجال.